# Jatindra Mohan Sengupta
Jatindra Mohan Sengupta (Chittagong, 22 febbraio 1885 – Ranchi, 23 luglio 1933) è stato un rivoluzionario indiano che si oppose all'occupazione britannica dell'India. Più volte venne arrestato dalla polizia britannica e nel 1933 morì nella prigione di Ranchi, in India.
Ancora studente, Sengupta viaggiò in Inghilterra, dove studiò legge al Downing College di Cambridge. Durante il suo soggiorno, Sengupta incontrò, e poi sposò, Edith Ellen Gray, in seguito conosciuta come Nellie Sengupta. Dopo il suo ritorno in India iniziò la pratica legale, che lasciò poco dopo per dedicarsi alla vita politica (divenne membro del Congresso Nazionale Indiano e partecipò al Non-Cooperation Movement).

## Giovinezza
Jatindra Mohan Sengupta nacque il 22 febbraio 1885 da una illustre famiglia di proprietari terrieri (zamindari) di Barama, nel distretto di Chittagong dell'India britannica (attuale Chittagong in Bangladesh). Suo padre, Jatra Mohan Sengupta, era membro e sostenitore del Bengal Legislative Council (Concilio legislativo del Bengala).
Sengupta entrò come studente al Presidency College di Calcutta. Dopo aver terminato gli studi universitari, si recò in Inghilterra per ottenere una laurea in legge. Lì incontrò la sua futura moglie, Edith Ellen Gray, successivamente nota come Nellie Sengupta.

## Carriera
Dopo aver conseguito la laurea in legge, Sengupta iniziò a lavorare in Inghilterra, per poi tornare successivamente in India insieme a sua moglie. Nel 1911 rappresentò Chittagong nella Bengal Provincial Conference a Faridpur. Questo fu l'inizio della sua carriera politica. In seguito si unì all'Indian National Congress (Congresso Nazionale Indiano).
Nel 1921 Sengupta divenne presidente del Bengal Reception Committees dell'Indian National Congress. Lo stesso anno, durante una protesta alla Burmah Oil Company, svolse il ruolo di segretario dell'unione dei lavoratori dell'azienda. Abbandonò la pratica legale per dedicarsi al lavoro politico, in particolar modo a quello legato al Non-Cooperation Movement capitanato da Mohandas Karamchand Gandhi. Nel 1923 venne selezionato come membro del Bengal Legislative Council.
Nel 1925, dopo la morte di Chitta Ranjan Das, Sengupta venne eletto presidente del Swaraj Party del Bengala. Divenne anche presidente del Bengal Provincial Congress Committee. Fu sindaco di Calcutta dal 10 aprile 1929 al 29 aprile 1930. Nel marzo del 1930, in una riunione pubblica a Rangoon, venne arrestato con l'accusa di aver provocato il dissenso popolare contro il governo e di essersi opposto alla separazione tra India e Birmania.
Nel 1931 Sengupta si recò in Inghilterra per partecipare alla Round Table Conference, dove sostenne le posizioni dell'Indian National Congress. Presentò alcune foto che mostravano le atrocità commesse dalla polizia britannica per contenere le ribellioni a Chittagong che scossero il governo britannico.

## Morte
Sengupta fu ripetutamente arrestato a causa delle sue attività politiche. Nel gennaio del 1932 venne arrestato e trattenuto a Poona e poi a Darjeeling. Successivamente fu trasferito in una prigione a Ranchi. Lì il suo stato di salute iniziò a peggiorare e morì il 23 luglio 1933.

## Cultura di massa
Per la sua popolarità e il suo contributo al movimento per l'indipendenza dell'India, Jatindra Mohan Sengupta è affettuosamente ricordato dai cittadini del Bengala col titolo onorifico di Deshpriya or Deshapriya, che significa "amato dalla nazione". In molti processi difese in tribunale i nazionalisti rivoluzionari e li salvò dalla forca. Difese Surya Sen, Ananta Singh, Ambika Chakrabarty e un giovane rivoluzionario, Premananda Dutta, che era stato chiamato in causa nel processo per l'omicidio dell'ispettore Prafulla Chakraborty.
Nel 1985 è stato emesso dalle poste indiane un francobollo in memoria di Sengupta e di sua moglie Nellie.